# FA Charity Shield 1979
Lo FA Charity Shield 1979, noto in italiano anche come Supercoppa d'Inghilterra 1979, è stata la 57ª edizione della Supercoppa d'Inghilterra.
Si è svolto l'11 agosto 1979 al Wembley Stadium di Londra tra il Liverpool, vincitore della First Division 1978-1979, e l'Arsenal, vincitore della FA Cup 1978-1979.
A conquistare il titolo è stato il Liverpool che ha vinto per 3-1 con reti di Terry McDermott (doppietta) e Kenny Dalglish.

## Partecipanti
| Squadre   | Qualificazione                           | Partecipazioni precedenti (il grassetto indica la vittoria) |
| --------- | ---------------------------------------- | ----------------------------------------------------------- |
| Liverpool | Vincitore della First Division 1978-1979 | 8 (1922, 1964,1965,1966, 1971, 1974, 1976, 1977)            |
| Arsenal   | Vincitore della FA Cup 1978-1979         | 9 (1930, 1931, 1933, 1934, 1935, 1936, 1938, 1948, 1953)    |

## Tabellino
| Londra 11 agosto 1979, ore 15:00 BST                                            | Liverpool | 3 – 1 referto  | Arsenal | Wembley Stadium (92.000 spett.) |
| \| \| \| \| \| McDermott 38’ 65’ Dalglish 63’ \| Marcatori \| 88’ Sunderland \| |           |                |         |                                 |
|                                                                                 |           |                |         |                                 |
| McDermott 38’ 65’ Dalglish 63’                                                  | Marcatori | 88’ Sunderland |         |                                 |

### Formazioni
| Liverpool:      |    |                  |
|                 |    |                  |
| P               | 1  | Ray Clemence     |
| D               | 2  | Phil Neal        |
| D               | 4  | Phil Thompson    |
| D               | 6  | Alan Hansen      |
| D               | 3  | Alan Kennedy     |
| C               | 5  | Ray Kennedy      |
| C               | 8  | Jimmy Case       |
| C               | 10 | Terry McDermott  |
| C               | 11 | Graeme Souness   |
| A               | 7  | Kenny Dalglish   |
| A               | 9  | David Johnson    |
| A disposizione: |    |                  |
| P               | 16 | Steve Ogrizovic  |
| D               | 14 | Avi Cohen        |
| C               | 12 | Steve Heighway   |
| C               | 13 | Sammy Lee        |
| A               | 15 | David Fairclough |
| Allenatore:     |    |                  |
| Bob Paisley     |    |                  |

| Arsenal:      |    |                 |  |          |
|               |    |                 |  |          |
| P             | 1  | Pat Jennings    |  |          |
| D             | 2  | Pat Rice        |  |          |
| D             | 5  | David O'Leary   |  |          |
| D             | 6  | Steve Walford   |  |          |
| D             | 3  | Sammy Nelson    |  | Uscita   |
| C             | 7  | Liam Brady      |  |          |
| C             | 4  | Brian Talbot    |  |          |
| C             | 10 | David Price     |  | Uscita   |
| C             | 11 | Graham Rix      |  |          |
| A             | 8  | Alan Sunderland |  |          |
| A             | 9  | Frank Stapleton |  |          |
| Sostituzioni: |    |                 |  |          |
| D             |    | Willie Young    |  | Ingresso |
| C             |    | John Hollins    |  | Ingresso |
| Allenatore:   |    |                 |  |          |
| Terry Neill   |    |                 |  |          |